# 耶律跋芹
耶律跋芹（?—?），为契丹（遼朝）皇族，辽兴宗耶律宗真第一女。母親仁懿皇后萧撻里。
耶律跋芹封魏国公主。重熙末年，徙封晋国公主，后来加封长公主。 耶律跋芹下嫁萧撒八后，与驸马都尉萧撒八不谐，离婚。清宁初年，改嫁萧阿速。因为她妇道不修，被迁徙到中京，又嫁萧窝匿。 

## 传記資料
- 《遼史》公主表